# Reformierte Kirche Oberrieden

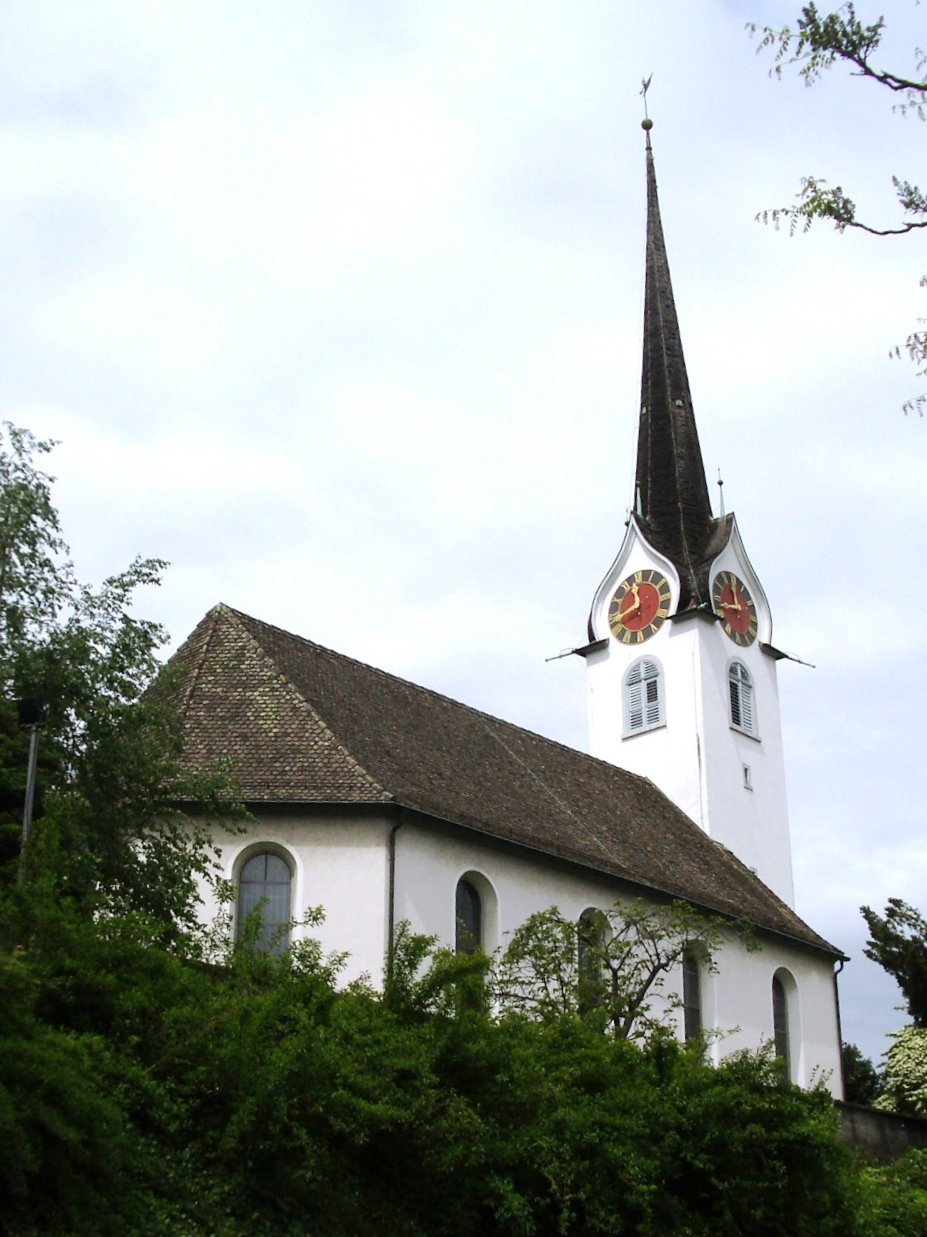
Kirche Oberrieden

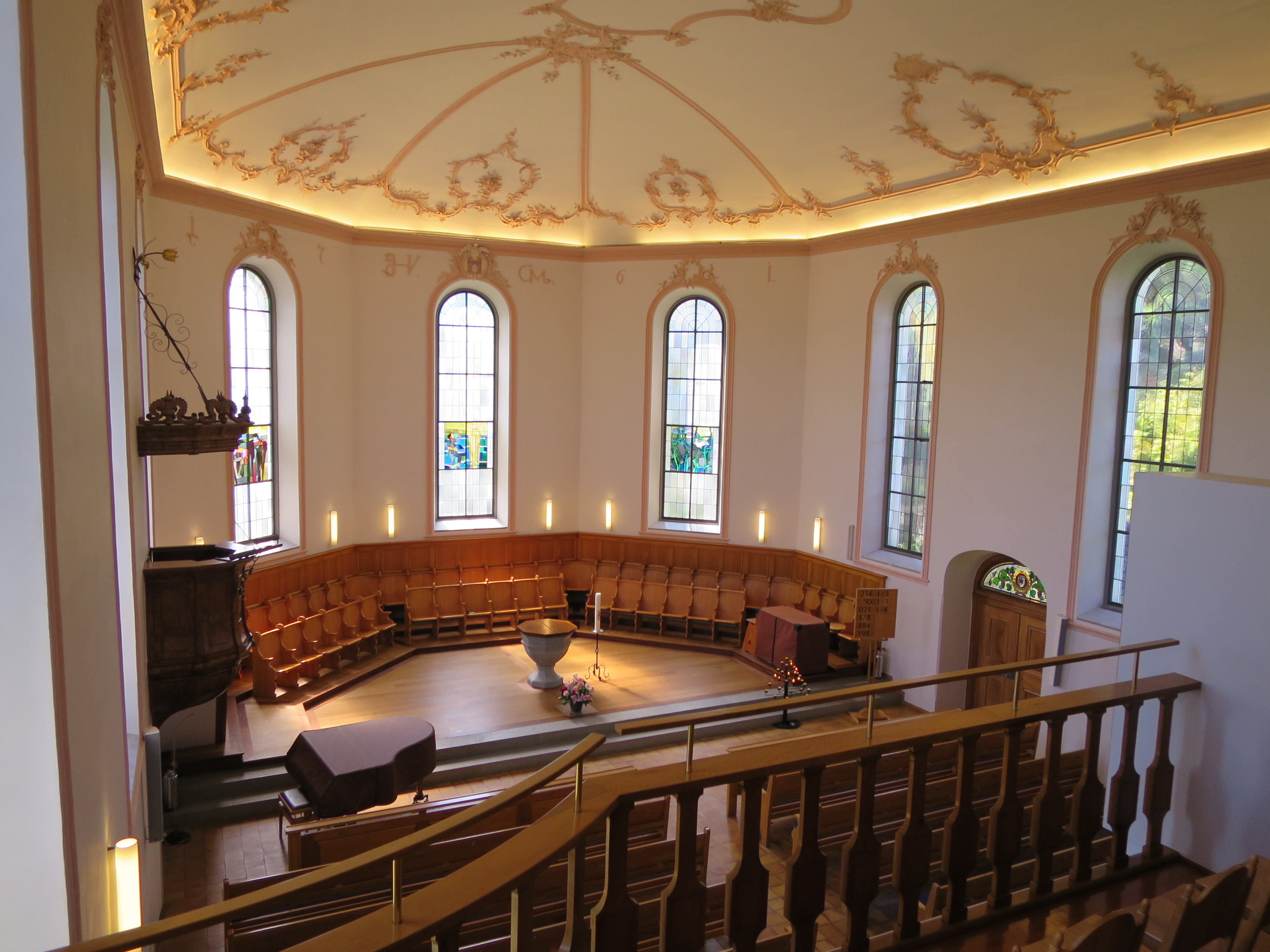
Innenraum

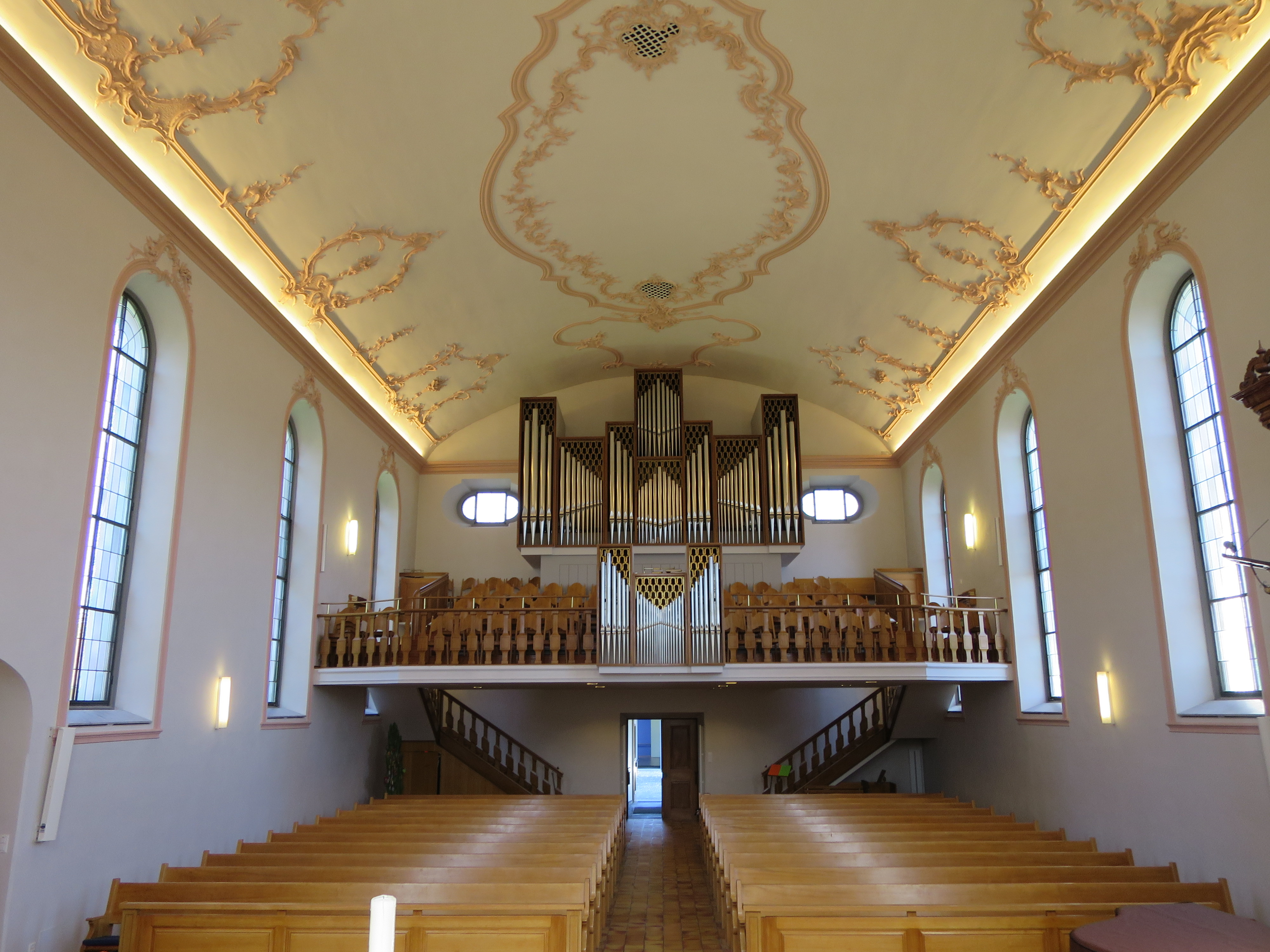
Innenraum mit Kuhn-Orgel

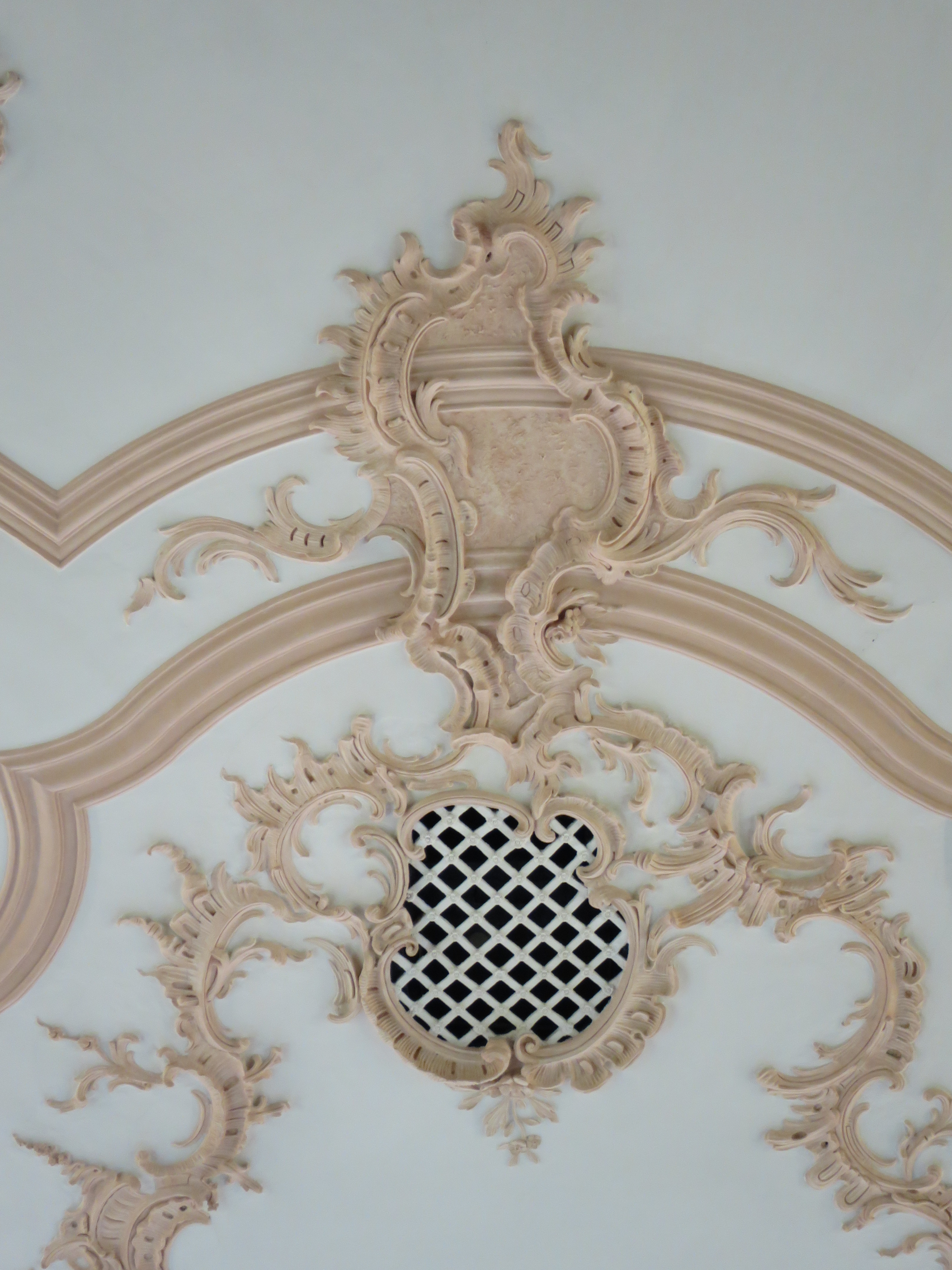
Stuckdetail

Die reformierte Kirche Oberrieden ZH ist ein Kirchengebäude des Spätbarock von Hans Ulrich Grubenmann in Oberrieden ZH.

## Baugeschichte
Die Kirche wurde 1761 in erhöhter Lage über dem Zürichsee nach Plänen von Hans Ulrich Grubenmann errichtet. Es handelt sich um eine einfache ländliche Saalkirche mit  Polygonalchor. Der Frontturm der Kirche ist mit elegant geschweiften Wimpergen für die Zifferblätter der Turmuhr und einem Spitzhelm abgeschlossen.  Die nach Brückenbauweise errichtete Dachkonstruktion  in Kirchenschiff und Turmhelm gilt als Meilenstein in Grubenmanns Werk, das mit der kühnen Dachkonstruktion der Kirche Wädenswil gipfelt.

## Ausstattung
Der Innenraum ist ganz im Rokoko-Stil gehalten. Die Stuckaturen stammen von Andreas und Peter Anton Moosbrugger. Kanzel und Taufstein stammen ebenfalls aus der Bauzeit der Kirche und sind mit Ornamenten verziert. Oberhalb des mittleren Chorfensters befindet sich das Wappen des Baumeisters Grubenmann. Auf dem Taufstein aus dem Baujahr 1761 sind die Worte der reformierten Taufliturgie eingraviert. Die Türlünetten sind mit neugotischen Glasmalereien von 1877 versehen.  
Neben der Kuhn-Orgel von 1962 auf der Empore verfügt die Kirche Oberrieden seit 2010 über eine durch Peter Meier erbaute fünfregistrige Truhenorgel.
Die Kirche wurde auf das Jubiläumsjahr 2011 hin renoviert, wobei die Stuckaturen in lachsfarbenem Pastell gefasst wurden.

## Umgebung
Südöstlich der Kirche befindet sich der Friedhof. Nordwestlich der Kirche, gegenüber dem Turmeingang, erhebt sich das Zürcherhaus, das der reformierten Kirchgemeinde als Veranstaltungsgebäude dient.